# Karen Berger
Pour les articles homonymes, voir Berger.
Karen Berger, née le 26 février 1958, est une responsable éditoriale ayant travaillé pour DC Comics et ayant été responsable de leur collection Vertigo.

## Biographie
Karen Berger sort de l'université de Brooklyn en 1979 et entre directement chez DC Comics comme responsable éditoriale. Elle publie Watchmen d'Alan Moore et Dave Gibbons en 1986. Elle engage de nombreux auteurs britanniques comme Grant Morrison et Neil Gaiman. Peu à peu les séries qu'elle édite forment un univers décalé du classique DC et pour marquer cette différence est décidée, en 1993, la création d'une collection à part nommée Vertigo. C'est dans cette collection que sont publiés Sandman, 100 Bullets de  Brian Azzarello et Eduardo Risso, Fables, Hellblazer, etc. Karen Berger pendant trente ans est responsable de Vertigo mais en 2012, alors qu'elle avait le titre de Executive Editor & Senior Vice President of DC, elle décide de quitter DC qui en relançant complètement l'univers DC y a introduit des personnages publiés dans sa collection.

## Récompenses
- 1992 : prix Eisner du meilleur responsable éditorial, pour The Sandman, Shade: the Changing Man,Kid Eternity, Books of Magic
- 1994 : prix Eisner du meilleur responsable éditorial, pour The Sandman
- 1995 : prix Eisner du meilleur responsable éditorial, pour The Sandman et Sandman Mystery Theatre
- 2004 : prix Eisner de la meilleure anthologie pour, Sandman : Nuits éternelles (avec Shelly Bond)
- 2018 : Temple de la renommée Will Eisner, pour l'ensemble de sa carrière